# Sarp Can Köroğlu
Sarp Can Köroğlu (Istanbul, 14 luglio 1990) è un attore turco, noto per aver interpretato il ruolo di Serdar Öztürk nella serie Mr. Wrong - Lezioni d'amore (Bay Yanlış) e per quello di Deniz Saraçhan nella serie Love Is in the Air (Sen Çal Kapımı).

## Biografia
Sarp Can Köroğlu è nato il 14 luglio 1990 a Istanbul (Turchia), fin da piccolo ha mostrato un'inclinazione per la recitazione.

## Carriera
Sarp Can Köroğlu mentre studiava presso il dipartimento di archeologia della Mimar Sinan University, ha recitato in serie come nel 2010 in Elde Var Hayat (nel ruolo di Öğrenci), nel 2011 e nel 2012 Adini Feriha Koydum (nel ruolo di Bülent Seymen), nel 2014 in Kurt Seyit ve Shura e nel 2015 e nel 2016 in Günesin Kizlari (nel ruolo di Emre). Nel 2016 ha interpretato il ruolo di Hakan nella serie Love of My Life (Hayatımın Aşkı).
Nel 2016 e nel 2017 ha interpretato il ruolo di Mithat nella serie Pars Paramparça. Nel 2017 ha interpretato il ruolo di Yigit nel film Damat Takimi diretto da Doga Can Anafarta. L'anno successivo, nel 2018, ha recitato nella serie Çukurdere. Nel 2018 e nel 2019 ha interpretato il ruolo di Kemal Karaca nella serie Yasak Elma.
Nel 2020 ha interpretato il ruolo di Serdar Öztürk nella serie Mr. Wrong - Lezioni d'amore (Bay Yanlış). Nel 2021 è entrato a far parte del cast della serie Love Is in the Air (Sen Çal Kapımı), nel ruolo di Deniz Saraçhan. L'anno successivo, nel 2022, ha ricoperto il ruolo di Arda Seçkin nella serie Gül Masali. Nel 2023 ha recitato nel film Obsesyon diretto da Eray Altay.

## Filmografia

### Cinema
- Damat Takimi, regia di Doga Can Anafarta (2017)
- Obsesyon, regia di Eray Altay (2023)

### Televisione
- Elde Var Hayat – serie TV (2010)
- Adini Feriha Koydum – serie TV, 43 episodi (2011-2012)
- La ragazza e l'ufficiale (Kurt Seyit ve Sura) – serie TV, 13 episodi (2014)
- Güneşin Kızları – serie TV, 39 episodi (2015-2016)
- Love of My Life (Hayatımın Aşkı) – serie TV, 17 episodi (2016)
- Paramparça – serie TV, 26 episodi (2016-2017)
- Çukurdere – serie TV, 3 episodi (2018)
- Forbidden Fruit (Yasak Elma) – serie TV, 35 episodi (2018-2019)
- Mr. Wrong - Lezioni d'amore (Bay Yanlış) – serie TV, 14 episodi (2020)
- Love Is in the Air (Sen Çal Kapımı) – serie TV, 9 episodi (2021)
- Gül Masali – serie TV, 17 episodi (2022)

## Doppiatori italiani
Nelle versioni in italiano delle opere in cui ha recitato, Sarp Can Köroğlu è stato doppiato da:
- Gianluca Cortesi[19] in Love of My Life[20]
- Guido Di Naccio[21] in Mr. Wrong - Lezioni d'amore[22], in Love Is in the Air[23]
- Matteo Costantini in La ragazza e l'ufficiale